# Paramotor

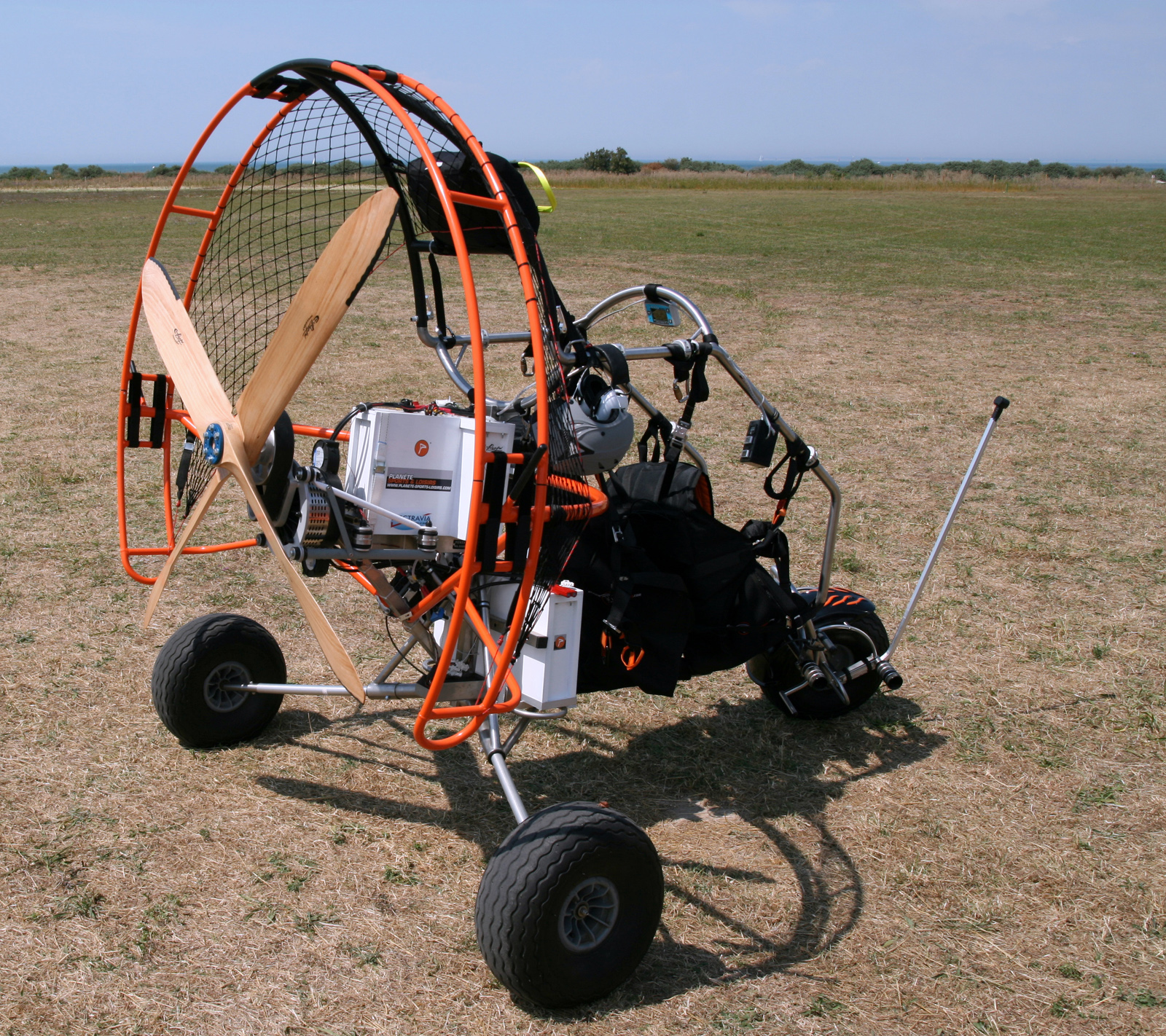
Ejemplo de paramotor

El paramotor  es un aerodino de ala fija conformado por un pequeño motor de hélice y un parapente. Es, básicamente, un parapente motorizado.
Los parapentes para volar requieren una velocidad de viento relativa de unos 22 km/h, aunque algunos parapentes requieren más velocidad. En el paramotor, esta velocidad se consigue gracias al viento generado en la carrera de despegue que se da por el correr del piloto y la aceleración del motor. Una vez en vuelo, la sustentación aerodinámica se genera gracias al empuje que proporciona el motor, llevado en la espalda del piloto.
Mientras que en el parapente se requiere de cierta altura para poder volar (salvo la modalidad de vuelo donde un vehículo en tierra otorga la aceleración necesaria de vuelo al parapente mediante la sujeción con un largo cable de acero que se extiende más y más a medida que se toma altura para luego liberar al piloto para que descienda volando), con el paramotor se puede despegar prácticamente desde cualquier lugar llano.

## Material

### Motores

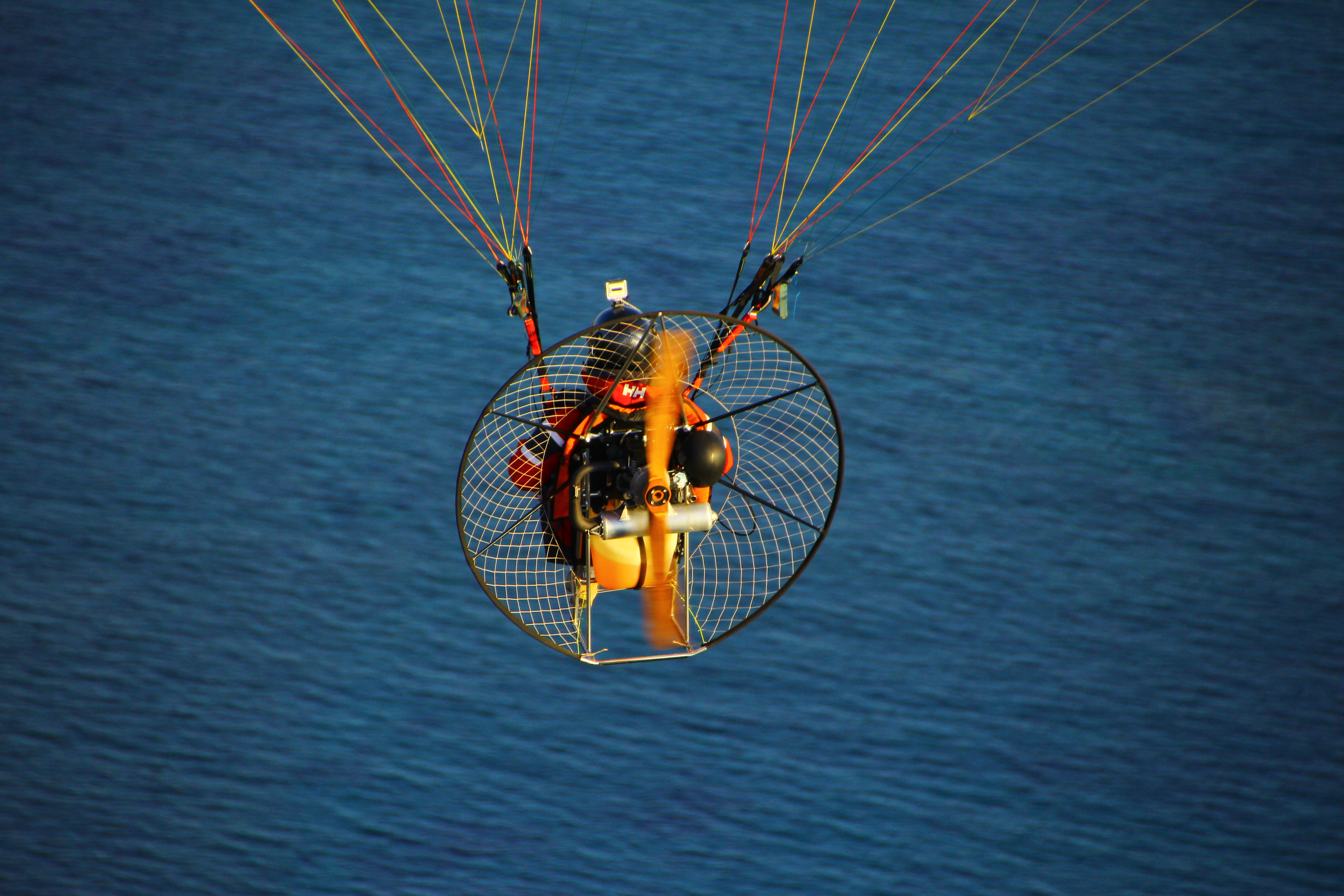
Miniplano paramotor. Grecia

Existen varios tipos de motores para el paramotor, yendo desde pequeños motores para personas de poco peso (55 kg aproximadamente de empuje) a motores muy poderosos para realizar vuelos biplaza (piloto y acompañante, de unos 120 a 150 kg aproximadamente de empuje). Los más usados hasta ahora son motores de 2 tiempos, principalmente derivados de motores de motocicletas enduro, dada su excelente relación peso/potencia. Aunque ya empiezan a equiparse motores de 4 tiempos e incluso hay desarrollos hacia un paramotor eléctrico, siendo éstos muy limpios, silenciosos y fiables, aunque aún no tan extendidos debido a la problemática de la corta duración de las baterías.
La mayoría de los motores son de origen europeo y las marcas dedicadas a este deporte los instalan en chasis con variaciones en el tipo y paso de hélice y el tipo de anclaje del arnés. En los orígenes se adaptaron motores agrícolas, como el Solo 210, o de motocicletas, siendo la Yamaha DT175 la que mejores resultados dio siempre y que aun hoy son los preferidos por su duración, potencia y confiabilidad.

### Parapente
El parapente utilizado puede ser el mismo que se utiliza para vuelo libre (sin motor) aunque cada vez más, las fábricas apuntan a velas especiales para el vuelo motorizado, con mayores refuerzos e incluso con características diferentes, como es el caso de los parapentes con perfiles 'reflex'. La vela generalmente es de origen europeo, coreano, israelí o brasileño; y muchas marcas realizan su producción en Asia.
Existen varios tipos de vela según las características y habilidades del piloto (más o menos fáciles, más o menos rápidas) y siempre se debe utilizar una talla de vela adecuada al peso del piloto y/o acompañante más todo el equipo.

### Paratrike

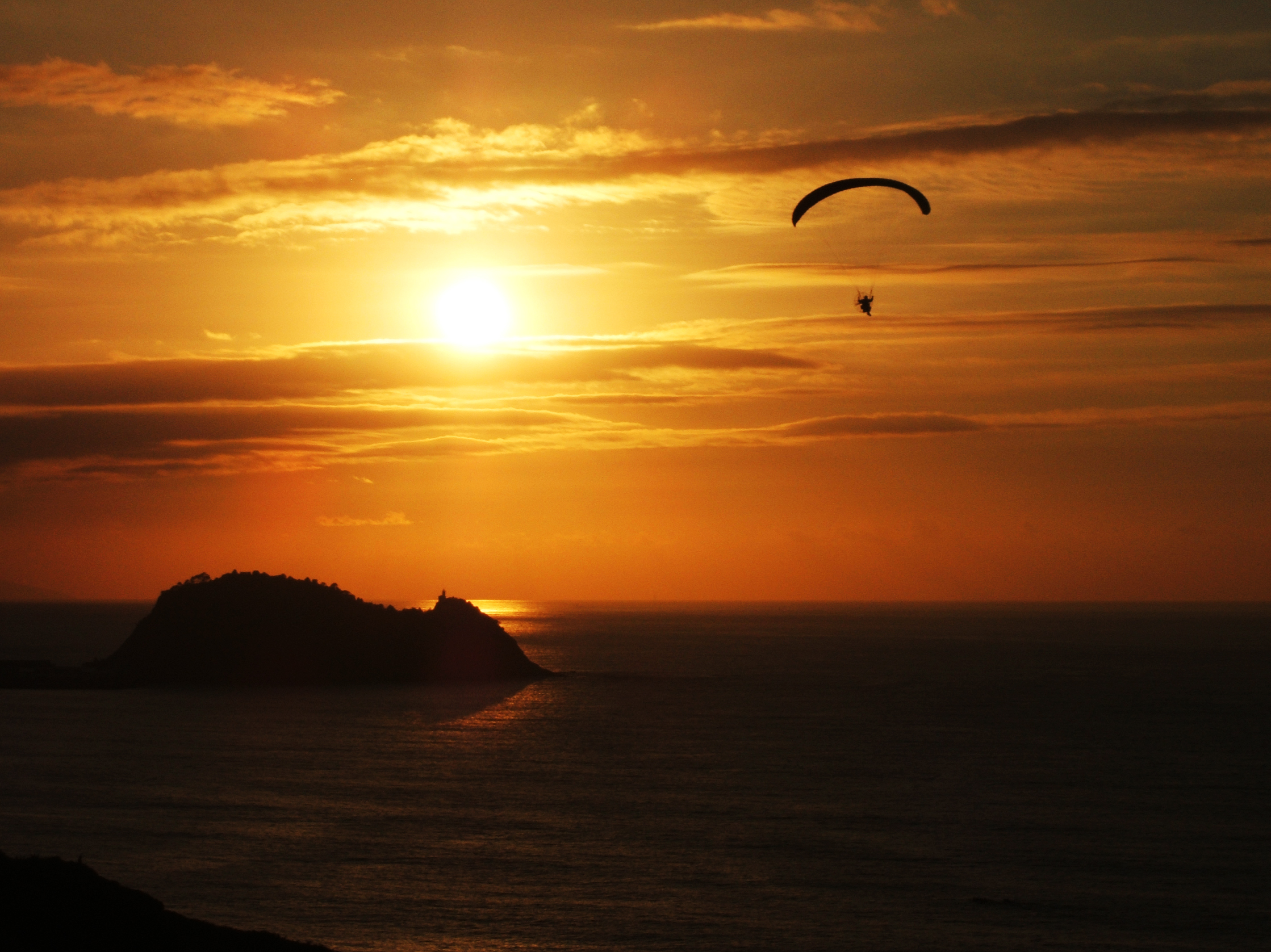
Paramotor en la Playa de Zarauz, País Vasco)

Una variante del paramotor es el Paratrike, que es lo mismo pero con un pequeño tren rodante (generalmente de 3 ruedas) que le permite despegues con mayor peso, así como aterrizajes a mayor velocidad.

## Licencias
No es necesario disponer de licencia de ningún tipo para su vuelo tanto en Argentina, Brasil, Uruguay ni España, así como en países tales como EE. UU., ya que Aviación Civil (ANAC) no contempla al Paramotor como una aeronave. En el caso de Argentina puntualmente, la zona delimitada por los 150 metros de altura no está regulada, por lo que todo lo que no está prohibido está permitido. Esta clasificación si la hacen países como Francia, donde entra en la categoría de ULM (ultraligero).[cita requerida] Aún con todo, es altamente recomendable empezar junto con alguien experimentado y poseer algún tipo de seguro RC que cubra cualquier daño a terceros.

## Récords a nivel mundial

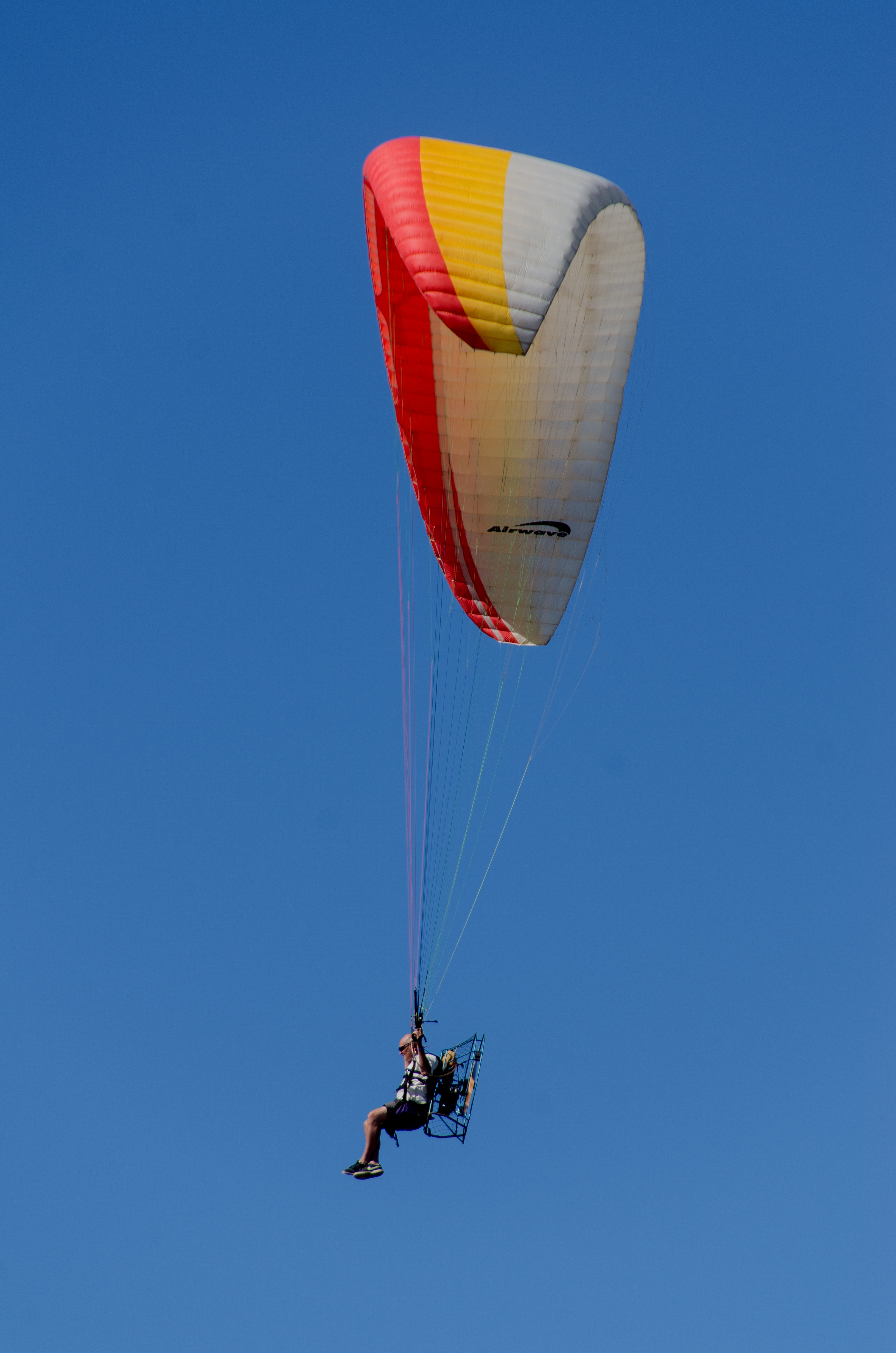
Imagen de paramotor volando tomada sobre Monte Hermoso Argentina.

Determinados por la FAI, categoría RPF1:
- El actual récord de altura (RPF1) es de 6102m. Fue logrado por Ramon Morillas Salmerón (Granada) el 06/10/2006 volando una Advance Omega 7 y un PAP 1400 Ross.

- Un intento de récord de altura bastante publicitado fue el de Bear Grylls el 14 de mayo de 2007 sobre el Himalaya usando un motor de Parajet inventado por Gilo Cardozo y una nueva vela réflex diseñada específicamente e inventada por Mike Campbell-Jones de Paramania. Gilo, que también voló en el intento, tuvo problemas de motor y abandonó a 300 metros del récord. Bear llegó a una altitud de 8990m, aunque una prueba satisfactoria de su mérito no fue presentada a la  FAI, y por tanto no fue ratificado como un récord de altura de paramotor.[2]

- El récord de distancia en línea recta sin aterrizar, 1105 km, fue fijado el 23/04/2007 por Ramon Morillas Salmeron que voló desde Jerez de la Frontera, Cádiz, hasta Lanzarote, en las Islas Canarias, con una Advance Omega 7.

Determinados por Guinness World Records:
- El viaje más largo, 8008 km, fue logrado el 24 de agosto de 2009[4] por el documentalista y fotógrafo Benjamin Jordan durante su campaña Above + Beyond Canada. En un vuelo sin precedentes entre Tofino, BC y Bay Saint Lawrence, NS, la campaña cruzando Canadá llevó 108 vuelos y aterrizajes en escuelas y campamentos juveniles de verano. Jordan dio emotivos discursos y organizaba a los jóvenes en formaciones antes de despegar y continuar su recorrido. Los ingresos conseguidos fueron donados a varias fundaciones de caridad a lo largo de Canadá para ayudar a niños de familias en apuros económicos a poder asistir a los campamentos de verano.

- La mayor cantidad de paramotores en vuelo fue de 224, logrado por la Asociación Parapente Junin sobre el parque natural Laguna de Gómez, en Junín, Argentina, el 30 de noviembre de 2013.[5]